# Berningerus mameti
Berningerus mameti là một loài bọ cánh cứng trong họ Cerambycidae.